# 乔瓦尼·斯皮诺拉
乔瓦尼·斯皮诺拉（義大利語：Giovanni Spinola，1935年7月31日—2020年10月19日），意大利男子赛艇运动员。他曾代表意大利参加1964年夏季奥林匹克运动会赛艇比赛，获得男子四人单桨有舵手银牌。